# AT&T Mexico
AT&T Mexique (anciennement Iusacell et Nextel Mexique) est un opérateur de téléphonie mobile mexicain et une filiale d'AT&T. Son siège social se trouve à Mexico. 

## Arrêt du CDMA
Le 3 octobre 2016, AT&T Mexique a arrêté son réseau CDMA afin de libérer les fréquences et de faire la place pour un réseau mobile 4G LTE,.